# Bleo Pedro Fournol
Bleo Pedro Fournol, conegut com a Calomino, (Buenos Aires, 13 de març de 1892 - Buenos Aires, 12 de gener de 1950) fou un futbolista argentí dels anys 1910 i 1920.
Fou una de les primeres figures de Boca Juniors, club on debutà el 1911 en una victòria per 2-1 sobre Independiente. Romangué al club fins al 1924, amb una breu estada el 1914 al club Hispano Argentina. Disputà un total de 229 partits oficials amb Boca en totes les competicions i marcà 96 gols. Guanyà quatre títols de lliga.
Jugà amb la selecció argentina 37 partits i marcà 5 gols. Participà en quatre Copes Amèrica, 1917, 1919, 1920 i 1921, proclamant-se campió en aquesta darrera edició.
Fou el primer futbolista que feu famosa la bicicleta en el futbol.

## Palmarès
- Campionat argentí de futbol: 
  - 1919, 1920, 1923, 1924
- Copa Competencia:
  - 1919
- Tie Cup: 
  - 1919
- Copa de Honor:
  - 1920
- Copa Ibaguen: 
  - 1919, 1923
- Copa Amèrica de futbol:
  - 1921